# Piotr Korytowski
Piotr Korytowski herbu Mora (zm. 1786) – podsędek gnieźnieński od 1768 roku, członek konfederacji Adama Ponińskiego w 1773 roku, na Sejmie Rozbiorowym 1773–1775 jako poseł powiatu konińskiego wszedł w skład delegacji wyłonionej pod naciskiem dyplomatów trzech państw rozbiorczych, mającej przeprowadzić rozbiór. 18 września 1773 roku podpisał traktaty cesji przez Rzeczpospolitą Obojga Narodów ziem zagarniętych przez Rosję, Prusy i Austrię w I rozbiorze Polski. W 1775 roku otrzymał prawem emfiteutycznym starostwo kleckie na 50 lat. Członek konfederacji Andrzeja Mokronowskiego w 1776 roku i poseł na sejm 1776 roku z województwa gnieźnieńskiego. Poseł województwa gnieźnieńskiego na sejm 1782 roku, sędzia sejmowy.